# 山本泰
山本 泰（やまもと やすし、1945年7月7日 - 2020年8月11日）は、日本のアマチュア野球選手、学生野球指導者、プロ野球スカウト。旧姓は鶴岡（つるおか）。
父は南海ホークス監督の鶴岡一人。弟はミズノ常務取締役の鶴岡秀樹。

## 経歴
山口県生まれ。大阪府出身。物心ついた頃から、父にくっついて遠征先まで行き、南海の選手たちと家族同様に育った。野球をやるようになると、いちいち親父の名を引き合いに出されるのがイヤで「くそったれオヤジー！」と思っていたが、父の影響が大きいのは認めざるを得なかった。大阪府の大阪市立阪南中学校で準硬式のエースで四番で近畿大会で優勝したら、「さすが鶴岡二世」と注目を浴びた。同校卒業後、父からの指示で、神奈川県の法政大学第二高等学校に進学。1年夏に左翼手として、エース柴田勲を擁した1961年の第43回全国高等学校野球選手権大会に出場。1回戦は先発し安打も放ったが、足を負傷し2回戦からは出場せず。チームは準決勝で、尾崎行雄らのいた浪商に延長11回敗退したが、自身はスタンドで観戦。その後は控え投手も兼ね1962年、1963年の夏はともに県予選準決勝に進出するが、いずれも慶應高に敗退、甲子園には届かなかった。1年上のチームメートには村上雅則がいた。
卒業後は法政大学法学部に進学。東京六大学野球リーグでは3年から外野手のレギュラーになり、4年時に父子二代で主将を務める。2年生エース山中正竹を擁し、三番打者として、1967年秋季リーグ優勝。在学中2回の優勝を経験した。大学同期に秋元国武、1学年下には田淵幸一、山本浩司（のちの山本浩二）、富田勝の「法政三羽烏」がいた。豪放磊落な性格で、下級生を引き連れて新宿で飲み歩いた。下級生の江本孟紀もPL監督時代の教え子の小早川毅彦もよく殴られ、山本浩二がプロ野球現役生活を通じて苦しんだ腰痛は、法大の1学年上の先輩・山本泰に風呂場で、冷たい水を流されたタイルの上で正座させられ、説教を受けて足が冷え、そこから腰を痛めたことが始まりという。同年11月のプロ野球ドラフト会議で南海ホークスから12位指名されるが、これは監督である父がプロ入りを断念させるためにあえて指名したものであった。
大学卒業後は社会人野球の日本楽器に入社、1968年から都市対抗野球大会に3年連続で大昭和製紙の補強選手として出場。1970年の大会では四番としてチームの2回目の優勝に貢献した。その後日拓観光でプレー。日拓のプロ野球進出で(日拓ホームフライヤーズ）、プロ野球でプレーを、という話もあったが、断り大阪に戻る。父がPL学園高校に野球のアドバイスをするなど、
PL教団と付き合いがあったことから、父の勧めで、1973年にPL学園高校野球部コーチに就任。翌1974年に同校野球部監督へ就任。監督就任にあたり、父から「監督はしんどい稼業だぞ。胃が痛むのはまだしも、死にたくなるくらい苦しいときがある。絶対に泣き言はいわんと誓ってやれ」と言われた。監督就任と同時に結婚し、すぐに2人の娘に恵まれて、自分も人の子の親となって初めて父の大きさが分かった。父のおかげで各界の優れた人物にも会え、人間形成に役立ったという。当時のPL野球部は、キャッチボールもろくにできない部員がいるレベル。自身の意識を変え、レベルを下げて教えようと、基本を徹底的に叩き込んだ。1976年の第58回全国高等学校野球選手権大会で準優勝（優勝は 桜美林）。1978年の第60回全国高等学校野球選手権大会は、逆転のPLで初優勝、常勝チームの礎を築く。PLの初優勝で大阪の高校野球勢力地図は書き換えられた。父子二代の"鶴岡野球"が花開き、学園もファンも父子鷹の「御堂筋パレード」の実現を期待し、準備を進めていたが、決定寸前で、高野連より「高校球児がそんなハナバナしいパレードなどやる必要ない。中止しせよ」と勧告を受け、やむなく優勝パレードは、地元の富田林駅から富田林市役所までに変更された。監督以下選手が6台のジープに分乗して、道幅も狭い1.3キロに道をゆっくり1時間かけて行進し、地元ファン2万5,000人が熱狂し、交通はマヒ状態になった。このころまで鶴岡姓だったが、のちに母親の姓である山本姓に代えている。1980年の夏を最後に、中村順司へ後を譲り退任。
PL学園退任後は、開校間もない大阪産業大学高校野球部監督を務め、同校野球部にPLの野球そのものを引き継ぎ、今中慎二を徹底的に鍛え上げるなどで、大阪桐蔭野球部の礎を築く。今中は「山本監督は星野仙一監督以上でしたね」「今のオレがあるのは、おっさんのおかげやから」などと話す。1990年から任期4年で法大監督に就任。その間、法政大学野球部監督就任のため、同通信教育部法学部法律学科へ再入学し、学士を取得した（1977年卒業）。法大監督在任中に東京六大学リーグ戦の優勝は果たせなかったが、1990年の秋季リーグ戦は立教大学と優勝決定戦まで縺れ込む熱戦を繰り広げたほか、1992年の春季リーグ戦では明治大学と「勝ち点を挙げた方が完全優勝」という展開まで持ち込んだ。1993年秋季リーグ戦終了後に任期満了で監督を退任し、後任に山中正竹が就任した。
その後は大阪近鉄バファローズのスカウトとしてプロ球界に活動の場を移し、岩隈久志などの獲得に尽力した。2004年暮れの同球団解散後にシアトル・マリナーズのスカウトへ就任し、就任10年間で岩隈、城島健司、川崎宗則らを担当した。2009年、花巻東高等学校で行った高校卒業後にメジャーを希望する菊池雄星と面談では、敢えて「日本のプロ野球から始めた方がいい」とアドバイスした。
2015年マリナーズのスカウトを退任後、2017年10月からは、母校の法政二高のコーチとして同時期に復帰した根本恭一監督をサポートした。
2020年8月9日、少年野球の指導中にグラウンドで倒れ、2020年8月11日1時30分、腹部大動脈瘤破裂のため、東京都府中市の病院で死去。75歳没。

## 監督としての成績

### 甲子園での成績
| 大会名                     | 出場校 | 出場数 | 成績    | 備考              |
| -------------------------- | ------ | ------ | ------- | ----------------- |
| 選抜高等学校野球大会       | PL学園 | 2回    | 5勝2敗  |                   |
| 全国高等学校野球選手権大会 | PL学園 | 3回    | 9勝2敗  | 優勝1回           |
| 通算                       | 通算   | 5回    | 14勝4敗 | 優勝1回、勝率.778 |

### 東京六大学リーグ戦での成績
- 8シーズン中、2位2回、3位4回、4位2回
- なお、山本は在任8シーズンで優勝が無かったため、1990年4月入学生は1956年入学生以来の「優勝経験ゼロで卒業」となった。